# مطار الضبعة العسكري
مطار القصير العسكري أو مطار الضبعة العسكري هو مطار عسكري يقع قرب قرية الضبعة شمال شرق مدينة القصير في محافظة حمص بسوريا. يبعد المطار عن مدينة حمص حوالي 30 كيلومترا، ويتكون من 16 حظيرة ومدرج رئيسي واحد يبلغ طوله حوالي 3 كيلومترات، مع ممر مواز بنفس الطول تقريبا.
في يوم 18 أبريل 2013 أعلن الجيش السوري الحر سيطرته على المطار بعد اشتباكات عنيفة مع قوات الجيش العربي السوري المدعومة بعناصر من ميليشيا حزب الله.